# نیکا روروآ

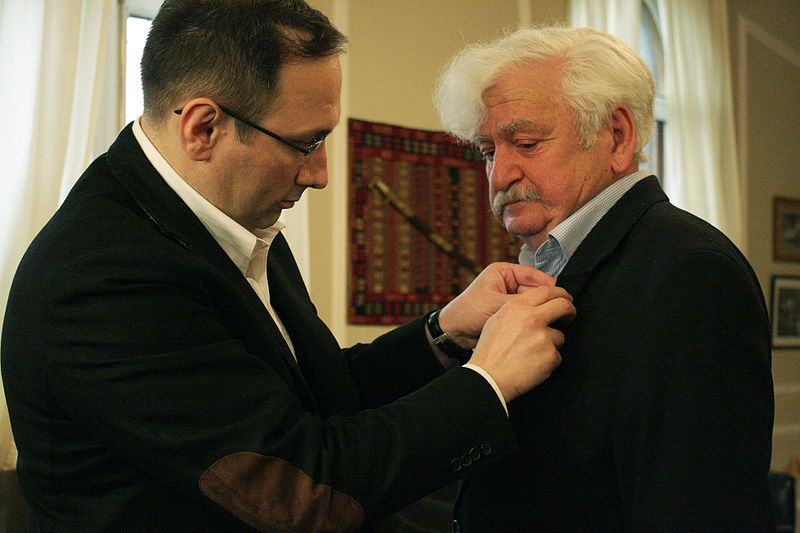
نیکا روروآ و ریواز چیشویلی

نیکا روروآ (به گرجی: ნიკოლოზ [ნიკა] რურუა) نیکولاز (نیکا) روروآ؛ (۱۷ مارس ۱۹۶۸–۴ دسامبر ۲۰۱۸) یک سیاستمدار و دولتمرد گرجی بود که از ۱۰ اکتبر ۲۰۰۸ تا ۲۵ اکتبر ۲۰۱۲ به عنوان وزیر فرهنگ و حفاظت از آثار تاریخی گرجستان خدمت می‌کرد. وی پیش از آن نایب رئیس کمیته دفاع و امنیت مجلس گرجستان بود.